# NGC 2669
NGC 2669 је расејано звездано јато у сазвежђу Једра које се налази на NGC листи објеката дубоког неба.
Деклинација објекта је - 52° 56' 6" а ректасцензија 8h 46m 19,0s. Привидна величина (магнитуда) објекта NGC 2669 износи 6,1. NGC 2669 је још познат и под ознакама OCL 768, ESO 165-SC5.